# Expansión
Expansión és un diari espanyol fundat el 27 de maig de 1986 a Madrid, especialitzat en informació empresarial, econòmica i financera.
El diari és líder a l'estat espanyol de la premsa econòmica amb un tiratge de 160.000 exemplars el 2008, i de 33.522 el juny de 2018. Pertany al grup Unidad Editorial després de l'adquisició, el 2007, per part de RCS MediaGroup del Grupo Recoletos.
El diari inclou edicions regionals a Catalunya, Andalusia, Galícia, País Valencià i el País Basc.
L'any 2011 el Canal Mujer del diari va obtenir el Premi Bones Pràctiques de Comunicació no Sexista de Associació de Dones Periodistes de Catalunya, per donar a conèixer les dones en el sector empresarial i emprenedor (innovació, accés a llocs de decisió i desigualtats).